# Strašín
Strašín är en ort i Tjeckien.   Den ligger i regionen Plzeň, i den sydvästra delen av landet, 120 km sydväst om huvudstaden Prag. Strašín ligger 634 meter över havet och antalet invånare är 358.
Terrängen runt Strašín är lite kuperad, och sluttar norrut.Runt Strašín är det ganska glesbefolkat, med 28 invånare per kvadratkilometer. Närmaste större samhälle är Sušice, 10,4 km nordväst om Strašín. I omgivningarna runt Strašín växer i huvudsak blandskog.